# استوتون (ماساچوست)
استوتون، ماساچوست
استوتون(به انگلیسی: Stoughton) شهرکی در شهرستان نورفولک ایالت ماساچوست می‌باشد که در سال ۱۷۲۶ بنیان‌گذاری شده‌است. این شهرک در سرشماری سال ۲۰۱۰ میلادی، ۲۶٬۹۶۲ نفر جمعیت داشته‌است.

## نگارخانه

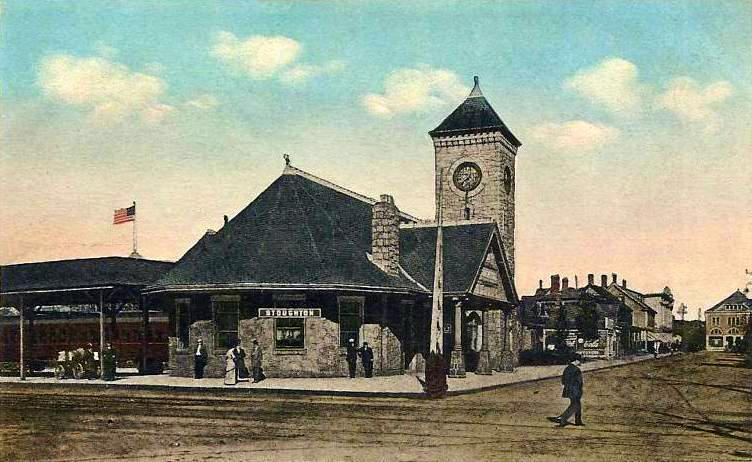